# Matjulisjtjy
Matjulisjtjy (vitryska: Мачулішчы, ryska: Мачулищи) är en köping i Vitryssland.   Den ligger i voblasten Minsks voblast, i den centrala delen av landet, 14 km söder om huvudstaden Horad Mіnsk. Matjulisjtjy ligger 215 meter över havet och antalet invånare är 8 315.

## Natur
Terrängen runt Matjulisjtjy är platt. Trakten är tätbefolkad. Närmaste större samhälle är Horad Mіnsk, 13,6 km norr om Matjulisjtjy.